# Andrea Accomazzo
Andrea Accomazzo, né le 26 juillet 1970 à Domodossola (Italie), est un ingénieur italien dont la spécialité est le domaine aérospatial. Il est le responsable des opérations de mission de l'ESA Venus Express et a également été le chef de la mission Rosetta, qui a amené un atterrisseur à la surface du noyau de la comète 67P/Tchourioumov-Guérassimenko. La revue Nature l'a intégré dans la liste des dix personnalités qui ont marqué l'année 2014.

## Biographie
Andrea Accomazzo est né à Domodossola, dans la province du Verbano-Cusio-Ossola, dans le Piémont, le 26 juillet 1970. Il a été élevé à Masera, a fréquenté le lycée scientifique Rosmini de Domodossola puis a étudié dans l'armée de l'air italienne. Il est diplômé en 1995 en ingénierie aérospatiale à l'École polytechnique de Milan.
Après avoir travaillé chez FIAT Avio, en 1999, il rejoint l'Agence spatiale européenne.